# Thutmose IV
Thutmose IV (o Thutmosi IV; anche Menkheperura Thutmose) (... – Tebe, 1391/1388 a.C.) è stato un faraone della XVIII dinastia egizia.

## Biografia
Figlio di Amenhotep II e di Tia, una sposa secondaria, o concubina, che solo dopo l'ascesa al trono del figlio verrà identificata come Grande Sposa Reale e come Sposa del dio.
Anche Thutmose IV, seguendo una tradizione iniziata con Thutmose I, venne allevato ed educato a Menfi.
Di questo sovrano conosciamo il nome di due Grandi Spose Reali: Nefertari e Iaret. Il suo successore Amenhotep III fu però figlio di una sposa secondaria, Mutemuia. Tra le altre sposò anche una figlia di Artatama I di Mitanni  il cui nome potrebbe essere Mutemweye.
Nell'arco di tempo del regno, durato dieci anni (Manetone, peraltro soggetto a frequenti errori cronologici, gli attribuirà 9 anni e 8 mesi di regno), abbiamo notizie di campagne militari sul sempre instabile fronte siriano dove la pressione ittita andava sempre più aumentando.
Tra le altre opere edilizie realizzate da questo sovrano va ricordato l'innalzamento, a Karnak, di un grande obelisco di Thutmose III, la cui altezza di 32,18 metri ne fa l'obelisco monolitico più alto del mondo, e che giaceva ancora a terra. Attualmente questo monolito si trova a Roma dal 357 per volere dell'imperatore Costanzo II, e in piazza San Giovanni in Laterano dal 1588 per volere di papa Sisto V.
Altra opera fu il restauro della Sfinge unito alla costruzione di un muro perimetrale per difenderla dall'insabbiamento che l'aveva frequentemente colpita.

### L'episodio del sogno e il restauro della Sfinge

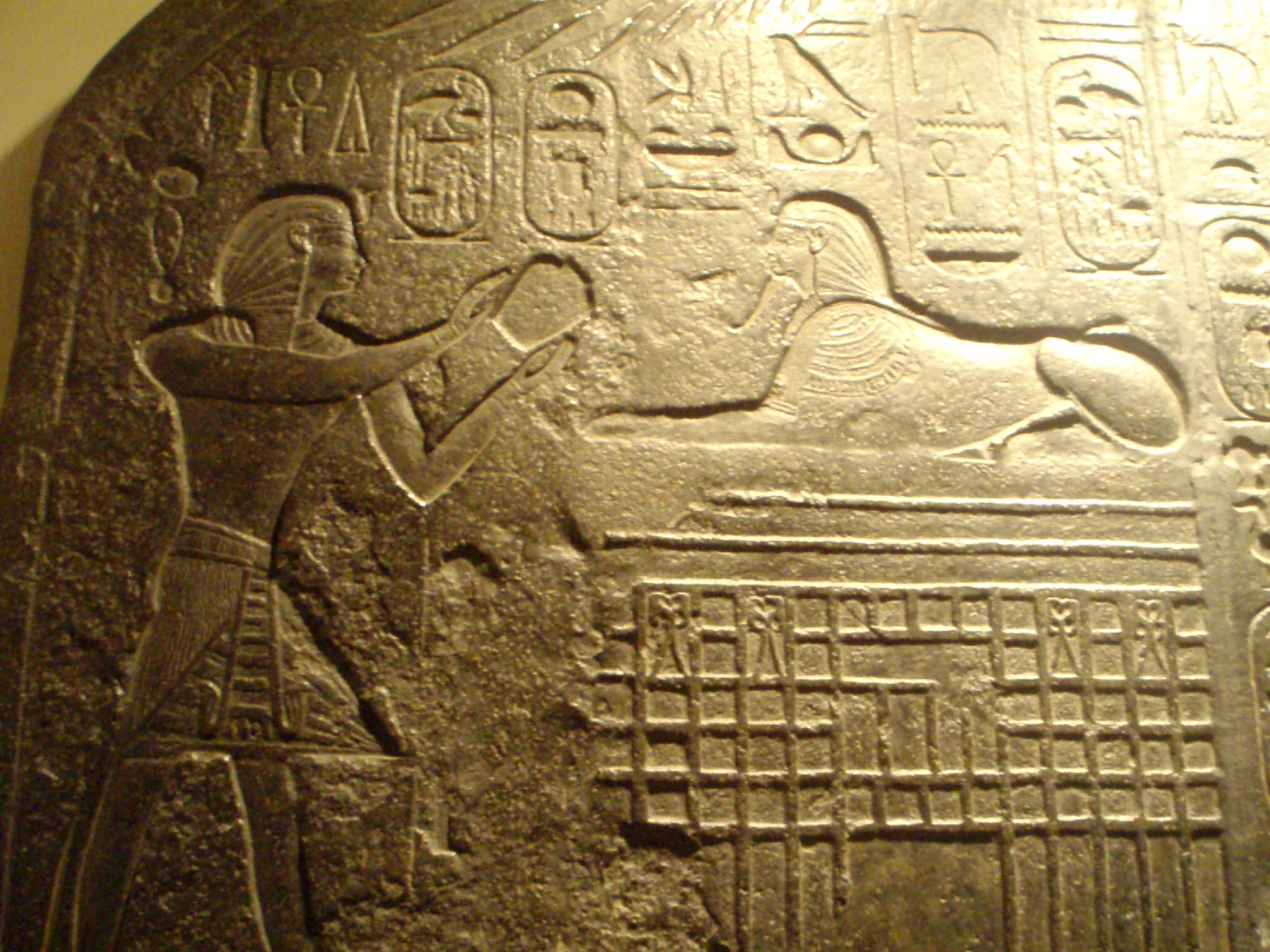
Riproduzione della Stele del Sogno: dettaglio con Thutmose IV che presenta offerte alla Sfinge. Museo Rosacruciano di San Jose, California

Per legittimare, probabilmente, le sue pretese al trono, non essendo il primogenito, Thutmose fece scolpire la Stele del Sogno, ritrovata tra le zampe della Sfinge, a Giza. Provvide inoltre a un suo imponente restauro e la tenne sempre in gran considerazione attribuendole un ruolo mistico nella sua ascesa al trono: sulla stele è riportata la narrazione di come al giovane principe Thutmose, addormentatosi durante una battuta di caccia presso la testa della Sfinge, allora insabbiata fino al collo, fosse apparso in sogno il dio della Sfinge (assimilato al dio solare Ra) che lo avrebbe incaricato di salire al trono quando avesse liberato il corpo della scultura dalle sabbie. Nel testo Harmakis-Khepri-Ra-Atum afferma:

<< Guardami figlio mio, Tuthmose; sono io tuo padre Harmakis-Khepri-Ra-Atum. Io ti assegnerò la mia regalità sulla terra dei viventi: tu porterai la corona bianca e la corona rossa sul trono di Geb. >>

## Mummia e sepoltura

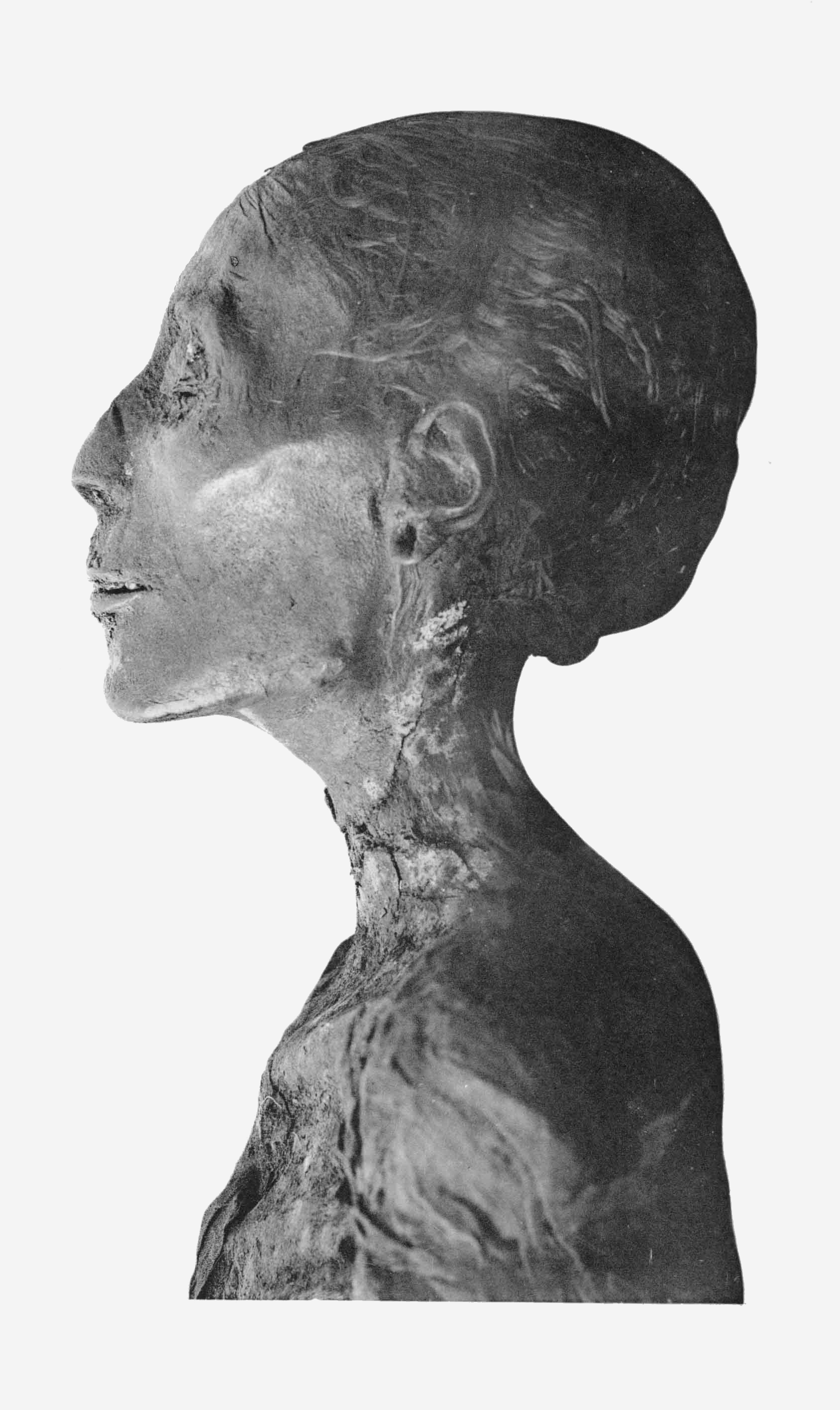
Particolare della testa della mummia di Thutmose IV

Thutmose morì in giovane età (l'anatomista Grafton Elliot Smith, che per primo esaminò il corpo, deduce che morì intorno ai 25 anni). Venne sepolto nella tomba KV43 nella Valle dei Re, ma la sua mummia, come molte altre, venne traslata - durante il pontificato di Pinedjem II, Primo Profeta di Amon ai tempi della XXI dinastia, sotto il faraone Siamon - in quella di Amenhotep II (KV35), giustamente ritenuta più sicura di altre dalle predazioni, e ivi scoperta dall'archeologo Victor Loret nel marzo 1898.
Il 3 aprile 2021 la sua mummia è stata traslata con la Parata d'oro dei faraoni dal vecchio Museo Egizio al nuovo Museo nazionale della Civiltà egiziana.
Un esame medico della mummia, lunga un metro e 64 centimetri, ha permesso di appurare il cattivo stato di salute di Thutmose e un logoramento fisico verificatosi nei mesi precedenti la sua morte prematura. Una curiosa annotazione, da parte dell'anatomista Elliot Smith, si riferisce all'apparenza femminea della testa di Thutmose e la sua forte somiglianza con Amenofi II.

### Nuove ipotesi mediche
Un recente studio comparativo delle morti premature dei faraoni della XVIII dinastia condotto dall'Imperial College London di Londra ha portato a ipotizzare la presenza nella famiglia reale dell'epilessia del lobo temporale in via ereditaria, responsabile forse della visione di Thutmose IV presso la Sfinge, così come del pronunciato misticismo del suo discendente Akhenaton (di cui era nonno) e delle morti precoci di questi ultimi come di Tutankhamon, altro discendente di Thutmose.

## Liste Reali
| N5 | mn | L1 · Z2 |

| N5 | mn | L1 · Z2 |

| N5 | mn | L1 · Z2 |

| N5 | mn | L1 · Z2 |

| N5 | mn | L1 · Z2 |

| N5 | mn | L1 · Z2 |

| N5 | mn | L1 · Z2 |

| N5 | mn | L1 · Z2 |

| N5 | mn | L1 · Z2 |

| N5 | mn | L1 · Z2 |

| N5 | mn | L1 · Z2 |

| N5 | mn | L1 · Z2 |

| N5 | mn | L1 · Z2 |

| N5 | mn | L1 · Z2 |

| N5 | mn | L1 · Z2 |

| N5 | mn | L1 · Z2 |

## Titolatura
| G5 |

| G5 |

| E1 · D40 | t | G43 | t | N28 · Z2 |

| E1 · D40 | t | G43 | t | N28 · Z2 |

| E1 · D40 | t | G43 | t | N28 · Z2 |

| E1 · D40 | t | G43 | t | N28 · Z2 |

| E1 · D40 | t | G43 | t | N28 · Z2 |

| E1 · D40 | t | G43 | t | N28 · Z2 |

| E1 · D40 | t | G43 | t | N28 · Z2 |

| E1 · D40 | t | G43 | t | N28 · Z2 |

| G16 |

| G16 |

| R11 | R11 | M23 | t | i | i | W19 | t · U15 |

| R11 | R11 | M23 | t | i | i | W19 | t · U15 |

| G8 |

| G8 |

| F12 | s | T16 · D46 | r · D44 · T10 | Z3 | Z3 | Z3 |

| F12 | s | T16 · D46 | r · D44 · T10 | Z3 | Z3 | Z3 |

| M23 · X1 | L2 · X1 |

| M23 · X1 | L2 · X1 |

| N5 | mn | L1 · Z2 |

| N5 | mn | L1 · Z2 |

| N5 | mn | L1 · Z2 |

| N5 | mn | L1 · Z2 |

| N5 | mn | L1 · Z2 |

| N5 | mn | L1 · Z2 |

| N5 | mn | L1 · Z2 |

| N5 | mn | L1 · Z2 |

| G39 | N5 |

| G39 | N5 |

| G26 | F31 | s |

| G26 | F31 | s |

| G26 | F31 | s |

| G26 | F31 | s |

| G26 | F31 | s |

| G26 | F31 | s |

| G26 | F31 | s |

| G26 | F31 | s |